# بيترو كارمايكل
بيترو كارمايكل (بالإنجليزية: Simone Carmichael)‏ هي لاعبة كرة قدم نيوزيلندية، ولدت في 7 يونيو 1977. شاركت مع منتخب نيوزيلندا لكرة القدم للسيدات.

## وصلات خارجية
- بيترو كارمايكل على موقع الاتحاد الدولي (مؤرشف)  (الإنجليزية)
- بيترو كارمايكل على موقع قاعدة بيانات كرة القدم.إي يو (الإنجليزية)